# Manfred Klein
Pour les articles homonymes, voir Klein.
Manfred Klein, né le 22 août 1947 à Berlin, est un rameur d'aviron allemand.

## Palmarès

### Jeux olympiques
Représentant l'Allemagne de l'Ouest :
- 1988 à Séoul
  -  Médaille d'or en huit

Représentant l'Allemagne :
- 1992 à Barcelone
  -  Médaille de bronze en huit

### Championnats du monde
- 1991 à Vienne
  -  Médaille d'or en quatre barré